# Anita Pinczi
Anita Pinczi (* 14. November 1993 in Budapest) ist eine ehemalige ungarische Fußballspielerin.

## Karriere

### Vereine
Pinczi begann im Alter von zehn Jahren für den in ihrem Geburtsort ansässigen Grund 1986 FC mit dem Fußballspielen. Im weiteren Verlauf in die U17-Jugendmannschaft des MTK Hungária FC gelangt, bestritt sie vom 6. September 2009 bis zum 2. Mai 2010 zehn Punktspiele, in denen ihr ein Tor gelang. Noch als B-Juniorin rückte sie bereits mit Saisonbeginn 2009/10 in die erste Mannschaft auf und bestritt bis zum 16. November 2013 in der Női NB I, der höchsten Spielklasse im ungarischen Frauenfußball, 71 Punktspiele, in denen sie drei Tore erzielte sowie 25 Playoff-Spiele um die Meisterschaft, in denen ihr vier Tore gelangen. Ihr erstes von 24 Saisonspielen, zugleich ihr Debüt im Seniorinnenbereich, bestritt sie am 16. August 2009 (1. Spieltag) beim 3:1-Sieg im Heimspiel gegen die Frauenfußballmannschaft des Pécsi Mecsek FC. Ihr erstes Tor gelang ihr am 20. November 2010 (9. Spieltag) beim 9:0-Sieg im Heimspiel gegen den Pécsi Mecsek FC mit dem Treffer zum 5:0 in der 45. Minute.
Vom 1. Juli bis zum 31. Dezember 2014 gehörte sie kurzzeitig dem rumänischen FCU Olimpia Cluj an und hatte mit ihren Einsätzen in der Superliga Anteil an der späteren Meisterschaft des Vereins im Jahr 2015. Nach Ungarn zurückgekehrt, kam sie vom 14. bis zum 29. März 2015 für den in Dorog im Kreis Esztergom ansässigen Dorogi Diófa SE in drei Punktspielen der Regulären Saison, vom 11. April bis zum 17. Mai 2015 in fünf Playoff-Spielen um die Meisterschaft und am 25. und 31. Mai 2015 in den beiden Entscheidungsspielen um Platz 3 gegen den Astra HFC zum Einsatz.
Zur Saison 2015/16 zum MTK Hungária FC zurückgekehrt, bestritt sie bis zum Saisonende 2022/23 116 Punktspiele (11 Tore) in der Regulären Saison, 19 Playoff-Spiele und 14 Entscheidungsspiele (1 Tor), davon zehn um Platz 1, den sie mit ihrer Mannschaft auch 2017 und 2018 einnahm, und zwei (1 Tor) um Platz 3, mit dem die Saison 2021/22 abgeschlossen werden konnte. Während ihrer Vereinszugehörigkeit gewann sie siebenmal die Meisterschaft und zweimal den nationalen Vereinspokal.

### Nationalmannschaft
Nachdem Pinczi als Nationalspielerin des MLSZ in den Nachwuchsnationalmannschaften der Altersklassen U17 und U19 in drei Jahren zehn Länderspiele (sechs und vier EM-Qualifikationsspiele) bestritten hatte, debütierte sie am 23. Juli 2014 in Târgu Mureș bei der 1:5-Niederlage im Freundschaftsspiel gegen die Nationalmannschaft Rumäniens mit Einwechslung für Lilla Nagy zur zweiten Spielzeit. In ihrer Länderspielkarriere bestritt sie sieben weitere in Freundschaft ausgetragenen Länderspiele und drei im Turnier um den Balaton-Cup (3:1 vs. Kroatien am 5. August 2014, 0:0 vs. Serbien am 30. Juli 2016, 3:2 vs. Rumänien). Mit der Mannschaft nahm sie an den Turnieren um den Zypern-Cup 2017 (Spiel um Platz 9), 2018 (Spiel um Platz 11), 2019 (1. Spiel Gruppe B und Spiel um Platz 11 – in diesem erzielte sie ihr einziges Tor) teil. Am 12. November 2019 bestritt sie mit dem vierten Spiel der Qualifikationsgruppe F, beim 4:0-Sieg über die Nationalmannschaft Lettlands in Szombathely, ihr einziges EM-Qualifikationsspiel. Ihren letzten Einsatz als A-Nationalspielerin hatte sie am 10. März 2020 in Alanya im Rahmen des Turniers um den Türkischen Pokal beim 7:1-Sieg über die Nationalmannschaft Rumäniens.

## Erfolge
- Ungarischer Meister 2010, 2011, 2012, 2013, 2014, 2017, 2018
- Ungarischer Pokal-Sieger 2010, 2013
- Rumänischer Meister 2015

## Sonstiges
Seit Ende 2022 nimmt Anita Pinczi die Funktion des Sektionsleiters beim MTK Budapest FC wahr.